# Tachyporus solutus
Tachyporus solutus är en skalbaggsart som beskrevs av Wilhelm Ferdinand Erichson 1839. Tachyporus solutus ingår i släktet Tachyporus, och familjen kortvingar. Arten är reproducerande i Sverige.